# Blanca Rodríguez
Blanca Isabel Rodríguez González (Montevideo, 13 de abril de 1959) es una informativista, presentadora de televisión, docente y política uruguaya. Entre 1990 y 2024 presentó la edición central de Subrayado, el noticiero central de Canal 10.
Con una larga trayectoria en los medios de comunicación, ha dirigido varios ciclos televisivos y entrevistado a reconocidas figuras. En 2024 anunció su ingreso a la política e incorporación al Frente Amplio. Fue la segunda candidata de la Lista 609, la lista electoral del Movimiento de Participación Popular (MPP) a la Cámara de Senadores, resultando electa para la L Legislatura (2025-2030).

## Biografía
Nacida en Montevideo en una familia de inmigrantes gallegos del barrio Jardines del Hipódromo.   
Estudió en el Instituto de Profesores Artigas, donde se recibió de profesora de literatura. Profesión que ejerció durante muchos años.  

## Ámbito mediático
Ingresó a Canal 10 en 1986 y en 1988 comenzó su carrera como informativista y periodista dentro de Subrayado, aunque en 1989 condujo por primera vez junto con Jorge Traverso la transmisión de Subrayado electoral para las elecciones de 1989, donde resultaría electo como presidente Luis Alberto Lacalle y Tabaré Vázquez como intendente de Montevideo, ambos políticos coincidirían y se encontrarían en el estudio de Canal 10 para fundirse en un recordado abrazo. 
Al año siguiente, el 1 de marzo de  1990 comenzó a conducir Subrayado junto con Jorge Traverso, en ese entonces única edición del informativo de Canal 10. 
En marzo de 2008 se cumplieron 20 años de su debut en Subrayado y en marzo de 2010 junto con Jorge Traverso cumplieron veinte años de conducción al frente de Subrayado, la dupla estuvo al frente del mismo hasta 2013. 
Luego de que el 22 de febrero de ese año, Jorge Traverso abandonara la edición central de Subrayado después de 23 años ininterrumpidos, Blanca Rodríguez quedó al frente del noticiero central hasta el 9 de agosto de 2024. 
Se convirtió así en la mujer con más permanencia en un noticiero en Uruguay. 
Ha realizado varios ciclos periodísticos en televisión y radio lo que la llevó a entrevistar a importantes personalidades del ámbito nacional e internacional, tales como el Dalái lama, Minou Tavárez Mirabal, Luisa Cuesta, Lili Lerena, entre otros. 
Es autora de varios libros basados en investigaciones y entrevistas propias, con labor ininterrumpida desde 1988.

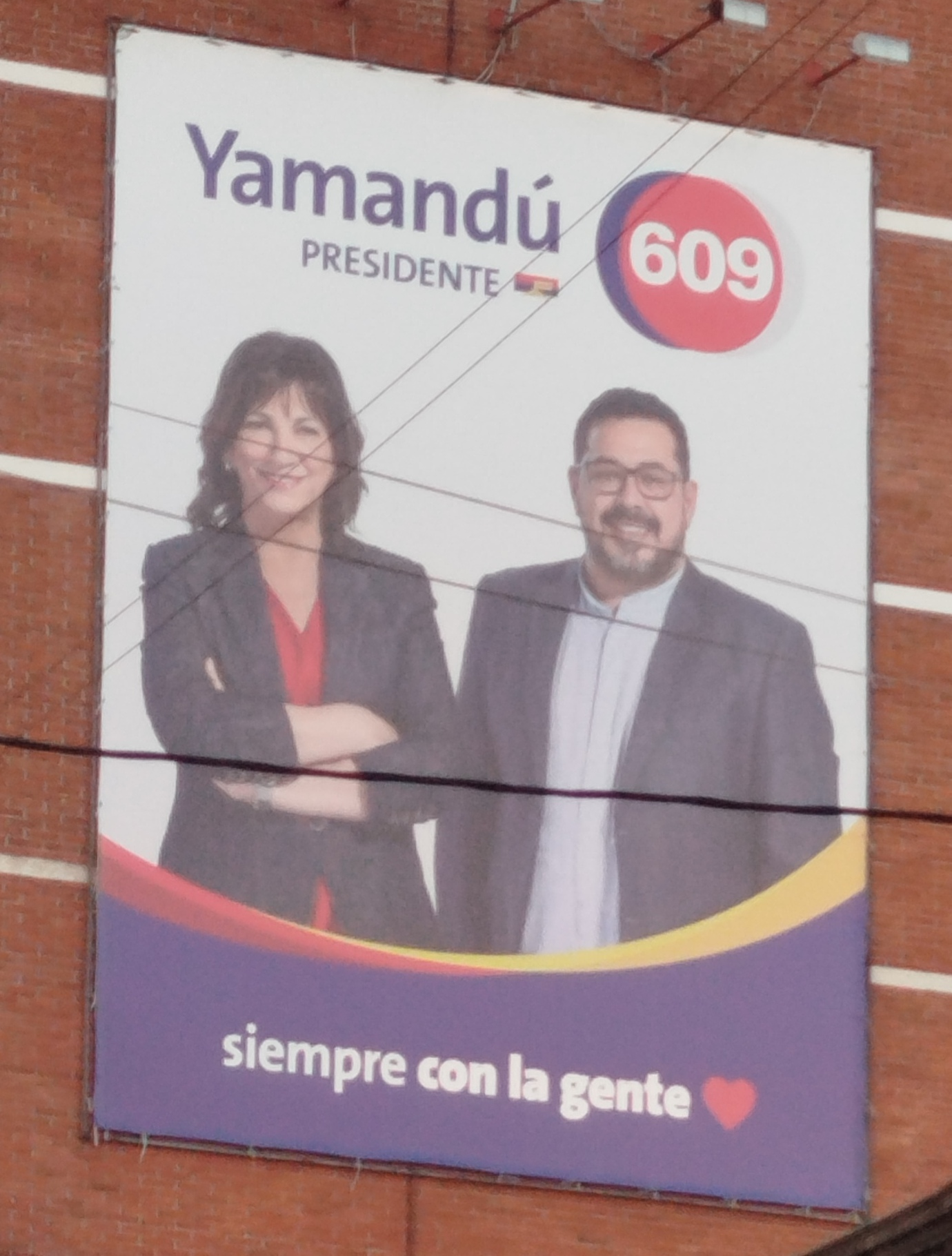
Propaganda electoral de la lista 609 del Frente Amplio 2024, donde aparecen Blanca Rodríguez y Alejando "Pacha" Sánchez

Ha recibido numerosos reconocimientos a su trayectoria, entre ellos el Premio Mujer del Año, organizado anualmente en Uruguay y que busca reconocer y estimular a la mujer Uruguaya en los distintos ámbitos de actividad.
Desde abril de 2019 conduce el periodístico Más temprano que tarde, en El Espectador.
En 2022 se confirmó su separación del político Mario Bergara luego de diez años de relación.
La noche del 5 de agosto de 2024, al terminar la edición en vivo de Subrayado, anuncia su retiro como conductora del informativo central luego de 34 años de labor.
Finalmente, la noche del viernes de esa misma semana, el 9 de agosto cierra su ciclo de conducción televisivo con una emotiva despedida.

## Ámbito político

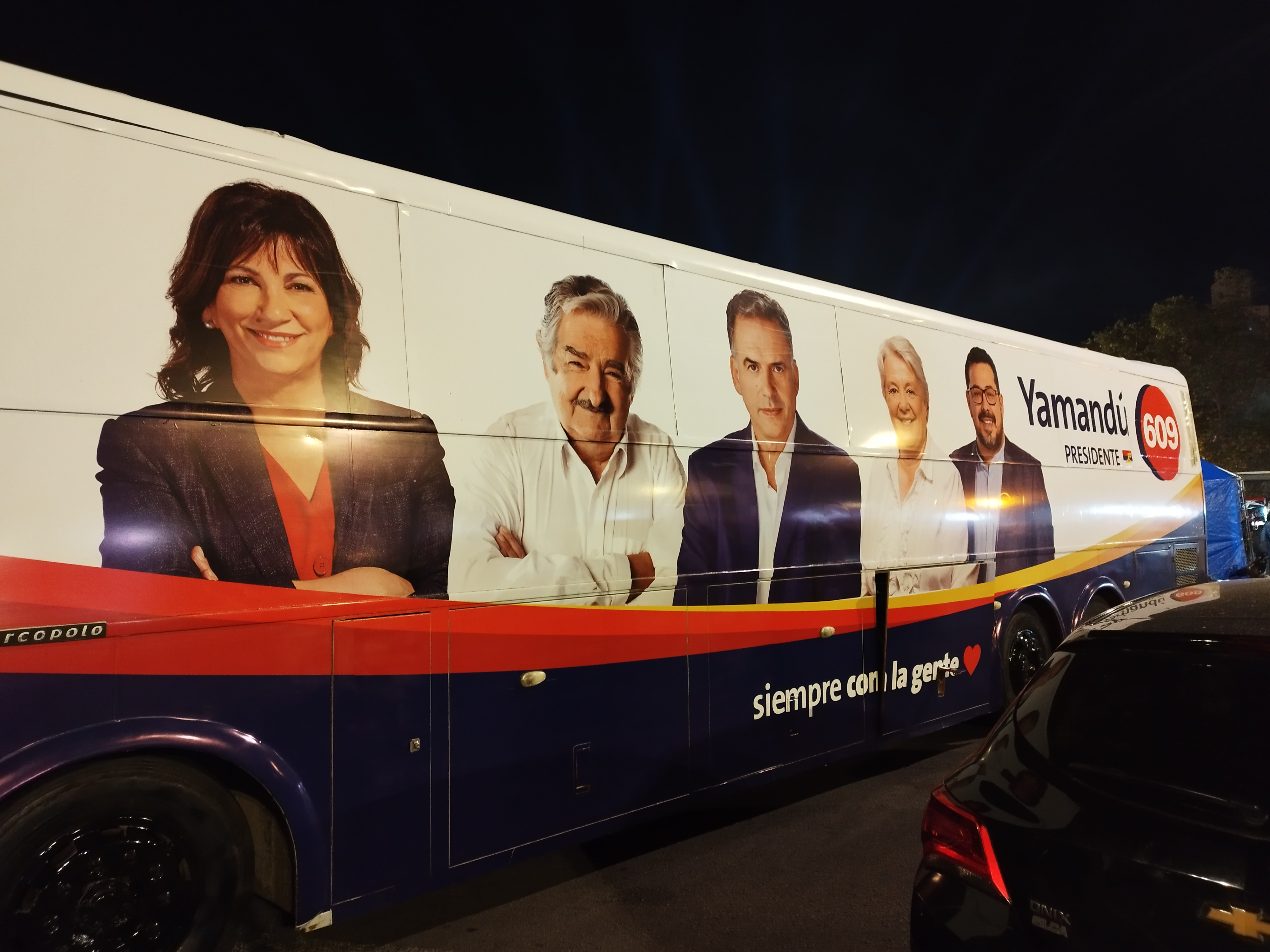
Retrato de Rodríguez (izquierda) en la popaganda de la Lista 609 del Movimiento de Participación Popular

En 2024 luego de retirarse de Canal 10, se adhirió al Frente Amplio, integrando como frenteamplista independiente la lista 609 como candidata a la Cámara de Senadores en las elecciones generales de ese año. Resultó electa para la L Legislatura.

## Libros
| Año  | Título                | ISBN          | Editorial   | Otros           |
| ---- | --------------------- | ------------- | ----------- | --------------- |
| 1998 | Confidencias          |               | Cal y Canto |                 |
| 1999 | Mujeres uruguayas     | 9974590906    | Alfaguara   | Varias autoras. |
| 2004 | El correo del general | 99746719731   | Aguilar     | Compiladora.    |
| 2010 | Ministras             | 9974-105-22-5 | Aguilar     |                 |
| 2017 | Memorias de Piel      | -             | Dove        |                 |

## Filmografía
| Fecha     | Programa                                              | Canal                                                  |
| --------- | ----------------------------------------------------- | ------------------------------------------------------ |
| 1989      | Subrayado electoral - Elecciones generales de 1989    | Canal 10                                               |
| 1990-2024 | Subrayado central                                     | Canal 10                                               |
| 1998      | Confidencias                                          | Canal 10                                               |
| 1999      | Subrayado electoral - Elecciones generales de Uruguay | Canal 10                                               |
| 2001      | Subrayado especial; Atentados del 11 de septiembre    | Canal 10                                               |
| 2004      | Subrayado electoral Elecciones generales de Uruguay   | Canal 10                                               |
| 2009      | Subrayado electoral Elecciones generales de Uruguay   | Canal 10                                               |
| 2011      | Festejos del Bicentenario[14]                         | Televisión Nacional, Teledoce, Monte Carlo y Canal 10  |
| 2012      | Enter[15]                                             | Canal 10                                               |
| 2014      | Subrayado electoral Elecciones generales de Uruguay   | Canal 10                                               |
| 2015      | Asunción de Tabaré Vázquez                            | Canal 10, Teledoce, Televisión Nacional y Monte Carlo  |
| 2018      | Subrayado especial: 8M[16]                            | Canal 10                                               |
| 2019      | Tu voto Elecciones generales de Uruguay               | Canal 10                                               |
| 2020      | Asunción de Luis Lacalle Pou                          | TV Ciudad, Televisión Nacional, Teledoce, Canal 10 y 4 |
| 2020      | Tu voto Elecciones departamentales de Uruguay         | Canal 10                                               |